# Pandanus ananas
Pandanus ananas är en enhjärtbladig växtart som beskrevs av Ugolino Martelli. Pandanus ananas ingår i släktet Pandanus och familjen Pandanaceae.
Artens utbredningsområde är Moluckerna. Inga underarter finns listade.